# Mại dâm tại Hồng Kông
Mại dâm ở Hồng Kông không có bộ luật cấm riêng biệt nên nó không bị coi là bất hợp pháp, nhưng các hoạt động có liên quan như mại dâm có tổ chức (nhà chứa), môi giới, gạ gẫm mua bán dâm nơi công cộng... là bất hợp pháp. Chủ nhà chứa có thể bị truy tố tới 10 năm tù giam
Trước hiện tượng mới là liên hệ mại dâm qua Internet, hiện pháp luật Hồng Kông đang xem xét việc phân loại và truy tố những chủ trang web cho đăng thông tin quảng cáo hoặc môi giới mua bán dâm trên trang web của mình

## Lịch sử
Từ nửa cuối thế kỷ XIX, Hồng Kông là thuộc địa của Anh. Thống kê dân số vào năm 1865 và 1866 ghi nhận có 81 và 134 nhà thổ do người Trung Quốc quản lý. Từ 1879 đến 1932, mại dâm được chính quyền thuộc địa của Anh hợp pháp hóa và quản lý, gái mại dâm được yêu cầu phải đăng ký cấp giấy phép, nộp thuế, và có kiểm tra sức khỏe thường xuyên. Mại dâm bùng nổ ở các huyện Tây Doanh Bàn, Loan Tể, Vượng Giác và Du Ma Địa. Năm 1930, Hồng Kông với dân số 1.600.000 mà đã có tới 200 nhà thổ và 7000 gái mại dâm có giấy phép, chưa kể một số lớn hơn nhiều nhà thổ và gái mại dâm hoạt động chui.
Nhưng vào năm 1932, chính phủ Hồng Kông đã ban hành một lệnh cấm mại dâm và ba năm sau đó việc cấp phép mại dâm kết thúc. Từ lúc đó, mại dâm chịu một sự giới hạn nghiêm ngặt trong khi toàn bộ các hoạt động xung quanh mại dâm đều bị cấm chỉ, như mời gọi mua bán dâm hoặc thực hiện các khoản "thu nhập vô đạo đức" (ám chỉ môi giới mại dâm, ma cô chăn dắt gái...) Dù vậy, lợi nhuận béo bở vẫn thu hút gái mại dâm từ các nước khác. Hầu hết trong số đố đến từ khu vực Đông Nam Á, và thậm chí từ châu Âu và Hoa Kỳ.
Mặc dù tổ chức mại dâm là bất hợp pháp, hoạt động mại dâm luôn luôn phụ thuộc vào các băng đảng mafia (Hội Tam Hoàng), những kẻ luôn săn lùng những người phụ nữ kém may mắn và ép họ bán dâm, vì những người này sẽ không bao giờ tự nguyện đi bán dâm. Cho đến những năm 1980, hầu hết các nhà thổ ở Hồng Kông đã được điều hành bởi các băng đảng. Tuy nhiên, trong những năm 1990, với sự suy sụp của các chuẩn mực đạo đức xã hội cũng như việc sáp nhập trở lại Trung Quốc, Hồng Kông đã chứng kiến một sự thay đổi lớn trong các hình thức gái mại dâm. Có một làn sóng các "cô gái phương Bắc" (北 姑) từ Trung Quốc đại lục, những người này lén tới Hồng Kông làm gái mại dâm bất hợp pháp bằng cách sử dụng thị thực du lịch ngắn của họ; gái mại dâm tự nguyện tại địa phương cũng tăng lên đáng kể về số lượng. Số lượng gái mại dâm hoạt động đơn lẻ tăng lên khiến sự kiểm soát của các băng nhóm với hoạt động mại dâm đã bị sụt giảm.
Đầu thế kỷ XXI, "Hẹn hò trả phí" - một dạng mại dâm trẻ em xuất phát từ Nhật Bản đã lan sang Hồng Kông. Nhiều thiếu nữ mới 15 tuổi đã bắt đầu có các cuộc hẹn hò trả tiền. Nhiều thanh thiếu niên Hồng Kông chấp nhận, vì họ không nghĩ hẹn hò trả tiền là mại dâm do không có hành vi giao hợp. Nhưng thực tế, không ai có thể đảm bảo chuyện gì sẽ xảy ra trong những cuộc hẹn hò kín chỉ gồm 2 người đó. Tháng 4-2008, vụ án cô gái 16 tuổi Wong Ka-mui bị giết hại khi đang hẹn hò trả tiền khiến dư luận Hồng Kông đã chú ý hơn tới vấn đề này.
Từ thập niên 1990 tới nay cũng nổi lên một vấn đề khác: các scandal mại dâm của giới ca sĩ, người mẫu, diễn viên Hồng Kông. Nhiều ca sĩ, diễn viên vì muốn được nổi tiếng hoặc có nhiều tiền nên đã bán dâm, gây ra hàng loạt các scandal với những cái tên như Tiêu Y Đình, Nghiêm Thư Minh, Lý Thái Hoa... Tin đồn về các cuộc thi Hoa hậu để đại gia chọn "hàng" luôn là đề tài nóng hổi trên báo giới. Tới năm 1997, cảnh sát Hồng Kông đã phát hiện ra đường dây hoa hậu bán dâm, trong đó có một số hoa hậu trước khi nổi tiếng đã đi Malaysia bán dâm. Sau khi đoạt giải cao tại cuộc thi Hoa hậu Hồng Kông, những người này được sắp đặt để bán dâm với giá 5-20 vạn tệ (khoảng 100-400 triệu đồng Việt Nam).

## Phim về mại dâm
- The World of Suzie Wong (1961)
- Girls Without Tomorrow aka. Call Girl 1988 (應召女郎一九八八)
- Hong Kong Gigolo (香港舞男) (1990), starring Simon Yam
- Queen of Temple Street (廟街皇后) (1990), directed by Lawrence Ah Mon
- Girls Without Tomorrow 1992 (現代應召女郎, 92應召女郎) (1992), starring Vivian Chow
- Call Girls '94 (94應召女郎) (1994)
- Durian Durian (榴槤飄飄, 榴槤飄香) (2000), directed by Fruit Chan
- Hollywood Hong-Kong (香港有個荷里活) (2001), directed by Fruit Chan
- Public Toilet (人民公廁) (2002), directed by Fruit Chan
- Golden Chicken (金雞) (2002), starring Sandra Ng
- Golden Chicken 2 (金雞2) (2004), starring Sandra Ng
- Whispers and Moans (性工作者十日談) (2007) a film by Herman Yau based on the book of the same name starring Athena Chu, and Mandy Chiang
- True Women For Sale (性工作者2: 我不賣身．我賣子宮) (2008), directed by Herman Yau, starring Prudence Liew và Race Wong
- Girl$ (囡囡) (2010), directed by Kenneth Bi

## Tiểu thuyết về mại dâm ở Hồng Kông
- The World of Suzie Wong Richard Mason (1951)
- Suzie  (2010)